# هوبارت (ایندیانا)
هوبارت، ایندیانا (به انگلیسی: Hobart, Indiana) یک شهر در ایالات متحده آمریکا با جمعیت ۲۹٬۰۵۹ نفر است که در شهرستان لیک، ایندیانا واقع شده‌است.

## موقعیت جغرافیایی
موقعیت جغرافیایی شهرها و مناطق اطراف به شرح زیر است: